# Calathea lagoagriana
Calathea lagoagriana là một loài thực vật có hoa trong họ Marantaceae. Loài này được H.A.Kenn. mô tả khoa học đầu tiên năm 1986.